# Echinoide
Echinoidele (Echinos=spin), sunt o clasă a echinodermelor. Cel mai cunoscut reprezentant este ariciul de mare. Dimensiunile variază între 5 și 10 cm, iar spinii pot ajunge până la 20 cm. Au de obicei o simetrie de ordinul cinci, vizibilă în schelet și la orificiul bucal, care are cinci dinți („lanterna lui Aristotel”). Cele mai vechi fosile echinoide datează din ordovician. Specia Conoclypus(a cărei formă giganteus a fost descoperită de Grigoriu Ștefănescu) a existat in eocen și miocen.